# Look at Me (canción de Geri Halliwell)
«Look at Me» es una canción pop escrita por la cantante británica Geri Halliwell y Paul Wilson y Andy Watkins. Fue lanzado como primer sencillo de su álbum debut llamado Schizophonic. Llegó al número dos en Reino Unido, y en el número tres en Australia y Canadá.

## Posiciones
"Look At Me" fue lanzado en Reino Unido el 10 de mayo de 1999. Desde que Halliwell eligió "Look At Me" como su primer sencillo de Schizophonic porque ella sintió que la canción iba a volverla a poner en el mercado, fue lanzado la misma semana que Boyzone lanzó "You Needed Me". A principios de 1999, Boyzone estaban en el apogeo de su éxito, sin embargo, Halliwell estaba segura de que "Look At Me" llegaría al número uno. Aunque más transacciones se hicieron de "Look At Me", dos CD de sencillos de "You Needed Me" fueron lanzados para que los fanes compraran y que se aseguraran de que Boyzone lograra llegar a la posición número uno.
"Look At Me" entró en la lista de Reino Unido en el número dos; estaba a sólo siete centenares de ejemplares detrás de la canción de Boyzone, "You Needed Me." Halliwell estaba decepcionada con el resultado de "Look At Me" desde que ella había creído que se convertiría número uno. También temía que su carrera terminaría seis meses después del lanzamiento del sencillo. Sin embargo, Halliwell tendría su primer sencillo número uno en Reino Unido con "Mi Chico Latino". "Look At Me" vendió 330,812 copias en Reino Unido y fue certificado Oro por BPI y por vender más de un millón de copias en todo el mundo.

## Vídeo musical
El vídeo musical para "Look At Me" fue dirigido por Vaughan Arnell y filmado en Praga, República Checa. El vídeo muestra cuatro versiones de Halliwell: una vampira, una perra, una novia, y una hermana. La mayoría del vídeo musical es en blanco y negro, excepto en una escena en medio del vídeo, durante el funeral de Ginger Spice, Halliwell es vista con cabello rojo (una peluca), y rubia con una corona de espinas de color rojo. Hacia el final del video, Halliwell y sus bailarines están bailando en unas escaleras y luego enfrente de una fuente. Al terminar el vídeo hay un mensaje que dice Geri's Back! (¡Geri ha regresado!) con una foto de Geri desnuda saliendo de una piscina, y termina con una G.

## Posiciones
| Listas (1999)                       | Posiciones |
| ----------------------------------- | ---------- |
| New Zealand RIANZ Singles Chart     | 1          |
| Brazil Hot 100                      | 1          |
| Malaysian Single Chart              | 1          |
| Canadian Singles Chart              | 3          |
| Spanish PROMUSICAE Singles Chart    | 2          |
| UK Singles Chart                    | 2          |
| Australian ARIA Singles Chart       | 3          |
| Canadian Singles Chart              | 3          |
| Italian Singles Chart               | 3          |
| Eurochart Hot 100 Singles           | 5          |
| Finnish Singles Chart               | 8          |
| Belgian Singles Chart (Wallony)     | 12         |
| Norwegian Singles Chart             | 12         |
| U.S. Billboard Dance Chart          | 12         |
| Swedish Singles Chart               | 14         |
| Danish Singles Chart                | 14         |
| Swiss Singles Chart                 | 15         |
| German Singles Chart                | 22         |
| Dutch Singles Chart                 | 24         |
| French Singles Chart                | 27         |
| Austrian Singles Chart              | 27         |
| Belgian Singles Chart (Flanders)    | 32         |
| Year-End Charts (1999)              |            |
| Italian Top 100 Singles of the Year | 42         |
| UK Top 100 Singles of the Year      | 56         |

Ventas en Reino Unido: 330,812 (Oro)

## Formatos y listados
Estos formatos y listados de canciones son del lanzamiento de "Look at Me"
UK CD Maxi/CD Canadiense

(lanzado el 10 de mayo de 1999)
1. «Look At Me» [Versión sencillo] - 4:08
2. «Look At Me» [Mark!s Big Vocal Mix Surgery Edit] - 7:30
3. «Look At Me» [Terminalhead Remix] - 5:55
4. «Look At Me» Enhanced Video

UK CD Maxi - Edición Especial

(lanzado el 10 de mayo de 1999-presentado en un especial)
1. «Look At Me» [Versión sencillo] - 4:08
2. «Look At Me» [Mark!s Big Vocal Mix Surgery Edit] - 7:35
3. «Look At Me» [Terminalhead Remix] - 5:55
4. «Look At Me» Enhanced Video

CD Europea Maxi

(lanzado el 10 de mayo de 1999)
1. «Look At Me» [Versión sencillo] - 4:08
2. «Look At Me» [Mark!s Big Vocal Mix Surgery Edit] - 7:30
3. «Look At Me» [Terminalhead Remix] - 5:55

European 2-Track CD Single

(lanzado el 10 de mayo de 1999
1. «Look At Me» [Versión sencillo] - 4:08
2. «Look At Me» [Terminalhead Remix] - 5:55
3. «Look At Me» Enhanced Video

CD Brasilero Maxi

(lanzado el 10 de mayo de 1999)
1. «Look At Me» [Album Version] - 3:42
2. «Look At Me» [Mark!s Big Vocal Mix] - 7:34
3. «Look At Me» [Mark!s Fantasy Dub] - 8:44
4. «Look At Me» [Terminalhead Remix] - 5:55
5. «Look At Me» [Terminalhead Dub] - 5:42
6. «Look At Me» [Sharp Boys Vocal Mix] - 7:48
7. «Look At Me» [Sharp Boys Queeny Dub] - 7:21

CD Japonés Single

(lanzado el 16 de junio de 1999)
1. «Look At Me» [Single Version] - 4:08
2. «Look At Me» [Mark!s Big Vocal Mix Surgery Edit] - 7:30
3. «Look At Me» [Terminalhead Remix] - 5:55
4. «Look At Me» [Sharp Boys Vocal Remix] - 7:48
5. «Look At Me» [Sharp Boys Queeny Dub] - 7:21

Italian 12"

(lanzado el 10 de mayo de 1999
Sie A:
1. «Look At Me» [Mark!s Big Vocal Mix Surgery Edit] - 7:30
2. «Look At Me» [Mark!s Fantasy Dub] - 8:44

Side B:
1. «Look At Me» [Sharp Boys Vocal Mix] - 7:48
2. «Look At Me» [Full Length Version] - 4:31

## Versiones oficiales y remixes
1. Versión de álbum / Versión Entera - 4:31
2. Radio Edit #1 / Single Version - 4:08
3. Radio Edit #2* - 3:35
4. Radio Edit #3* - 3:19
5. Mark!s Big Vocal Mix Surgery Edit - 7:30
6. Mark!s Fantasy Dub* - 8:44
7. Sharp Boys Queeny Dub - 7:21
8. Sharp Boys Vocal Remix - 7:48
9. Terminalhead Dub* - 5:42
10. Terminalhead Edit* - 3:46
11. Terminalhead Remix - 5:55

* aparece sólo en sencillos promocionales